# Сказание о Владимирской иконе Божией Матери
«Сказание о Владимирской иконе Божией Матери» — монументальное русское произведение второй половины XVI века, обширный компилятивный памятник московской литературы, повествующий о чудесах Владимирской иконы Божией Матери, святыни Русского государства, защитницы русского народа и «заступления державы Русския». Произведение приурочено к празднику сретения (торжественной встречи) иконы Божией Матери в Москве и чудесного избавления Русской земли от нашествия Тамерлана (26 августа (8 сентября) 1395 года).

## Текстология
Известно более 50 списков XVI—XIX веков, в том числе в составе двух рукописных сборников, датируемых по филиграням 50-ми годами XVI века, а также Сказание в многочисленных списках Степенной книги (создана в 1560—1563 годах), Лицевом летописном своде (составлен в 1553, 1554—1560 годах) и в некоторых других летописях.
О времени создания Повести исследователи высказывали различные мнения. С. К. Шамбинаго указал на сходство произведения с литературой XIV века и предполагал, что его автор был также автором «Повести о Темир-Аксаке». Н. И. Тотубалин, напротив, указывал на поздний характер Сказания по сравнению с Повестью. В. П. Гребенюк пришёл к выводу, что Сказание было написано непосредственно для Лицевого свода Ивана Грозного, составленного в 1553, 1554—1560 годах.
Произведение характеризуется обширным кругом использованных источников, мастерством их обработки, торжественностью и эмоциональностью стиля. Эти особенности, а также общегосударственное значение выдвинутых идей, по мнению И. Л. Жучковой, указывают на образованность и высокий уровень литературных способностей автора. Исследовательница предполагает, что создателем Сказания мог быть митрополит Макарий или составитель Степенной книги царский духовник, протопоп Благовещенского собора (с 1564 года митрополит) Афанасий.
Л. М. Панченко разделяет мнение о создании Сказания для Степенной книги, созданной в 60-е годы XVI века трудами митрополита Афанасия, и предполагает авторство последнего. Несмотря на это, разнообразие и количество списков говорит о том, что Сказание бытовало и как самостоятельное произведение. В 80-х годах XVI века Сказание было включено в Лицевой свод.

## Содержание

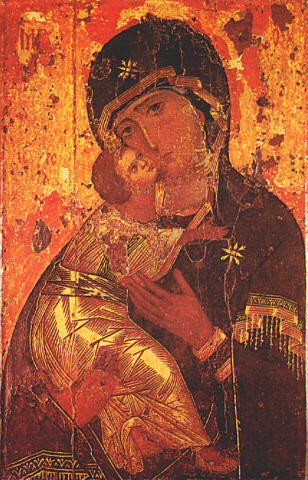
Владимирская икона Божией Матери

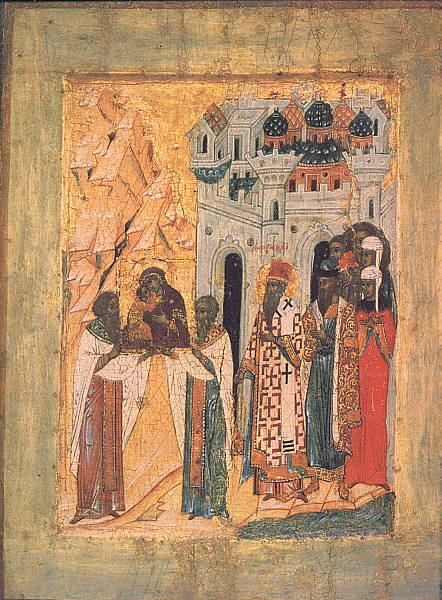
Сретение Владимирской иконы, икона второй половины XVI века (встреча Владимирской иконы в Москве при её перенесении в город для защиты от нашествия Тамерлана)

Сказание имеет пространное торжественное название, в котором кратко пересказываются основные события, сказанные с иконой: «Месяца августа в 26 день. Повесть на сретение чюдотворного образа Пречистыя Владычица нашея Богородица и Приснодевы Мариа, его же написа богогласный евангелист Лука, самовидно зря на истинную Богородицю при животе ея; и како божественная та икона бысть в Рустей земли: первое во граде Киеве и в Вышеграде, преславно в церкви на воздусе являяся, и како преиде во град Владимерь, и отнеле же нарецашеся икона Владимерьская, и ея же ради вины прииде в боголюбивый царствующий град Москву и паче надежда сугубо чюдесно избавление нам содеа от нахождениа безбожнаго и зловернаго царя Темирь-Аксака; и о составлении монастыря, иде же сретоша той Пречистый Богоматери образ».
В начале Сказания излагается история иконы. Следуя возникшей в XV веке традиции, Сказание утверждает, что именно эта икона является подлинным образом Богородицы письма евангелиста Луки, написанным при Её жизни, через который Богоматерь покровительствует «русскому роду». Увидев икону, принесенную к ней Лукой, Богородица сказала: «Благодать Моя с тобою. Отныне ублажат Меня все роды». И с тех пор благодать всегда пребывает с этой иконой.
Во второй главе кратко сообщается о принесении иконы из Палестины в Царьград, где она находилась до второй четверти XII века. В княжение великого киевского князя Юрия Долгорукого она была привезена купцом из Царьграда в Киев на одном корабле вместе с другой чтимой иконой Богородицы, именуемой Пирогощей. В этом рассказе подчёркивается идея Сказания XII века: Богоматерь, подобно солнцу, обходит все страны мира.
Затем повторяются статьи, изложенные в 6-й степени Степенной книги. В последующих трёх главах повествуется о знамениях, совершавшихся от Владимирской иконы в Девичьем монастыре Вышгороде, в который она была доставлена из Киева, и о том, как сын Юрия Долгорукого, князь Андрей Боголюбский, задумав уйти на великое княжение в Ростовскую землю, со слезами молил Богоматерь стать ему заступницей в его путешествии. Ряд чудес связан с судьбой самого великого князя: по его молитвам Богородица спасает княжеского проводника, тонущего в разлившейся реке, воскрешает затоптанную конем беременную жену попа Николы, спасает людей, придавленных упавшими владимирским Золотыми воротами, посылает больной жене князя здоровое чадо. Князь Андрей достойно почтил и украсил икону драгоценным окладом, поместил её в соборной церкви во Владимире. С тех пор она получила название Владимирской.
В заимствованном «Сказании о победе над болгарами» повествуется об успешном походе Андрея Боголюбского на волжских булгар и о том, как от иконы Спаса и Пречистой Его Матери просияли лучи божественного света, покрыв собою всё войско великого князя. По преданию, такое же видение было явлено в тот день греческому царю Мануилу, одержавшему победу над сарацинами. В память об этом событии царь Мануил и князь Андрей Боголюбский установили празднество Всемилостивому Спасу (1 (14) августа).
Далее повествуется о нашествиях Батыя и Темир-Аксака (Тамерлан). В рассказе о нашествии Батыя и разорении им Владимира отмечается, что Владимирская икона уцелела, чтобы сохранять Русскую землю благодатью, проистекающею от неё по древнему обетованию: «Благодать Моя с тобою». Главным событием Сказания является перенесение в 1395 году иконы из Владимира в Москву и о чудесном избавлении Руси от нашествия Тимура.
В статье «О всенародном благонадежном молении пред образом Богоматери» вновь рассказывается о написании Владимирской иконы апостолом Лукой и обещании благодати новопросвещенной Русской земле. Вспоминаются явления Богоматери на Руси в других чудотворных иконах.

## Значение и влияние
Рассказы о чудесах Богородичных икон имели большое культурное значение. Автор Сказания стремился показать общегосударственную значимость почитания Владимирской иконы, покровительствовавшей ещё в XII веке Киеву и Владимиру, а с конца XIV века столице Русского государства — Москве. Доминирующей в Сказании является идея об особом покровительстве Богородицы русской столице, об избранности Москвы среди других русских городов. Сообщая о перенесении Владимирской иконы Богоматери из Царьграда в Киев и сравнивая её историю с историей «хождения» из Византии в Рим византийской святыни, Лидской иконы Богоматери, впоследствии перенесённой на Русь, в район Тихвина, автор Сказания развивает идею о византийском наследии.
Идейная направленность Сказания оказала существенное влияние на его жанр. П. Г. Васенко отмечает,  что произведение представляет собой торжественное слово, читаемое в особо торжественные дни. Однако уже в XVI веке Сказание переписывается в сборники для ежедневных чтений.
История Владимирской иконы была перерабатывалась для статей кратких летописцев и пересказывалась в известиях о чудесах Богородичных икон. Миниатюры Лицевого свода впоследствии стали иконографическими образцами для росписей ярославских церквей и клейм икон Владимирской Богоматери.

Миниатюры Лицевого летописного свода
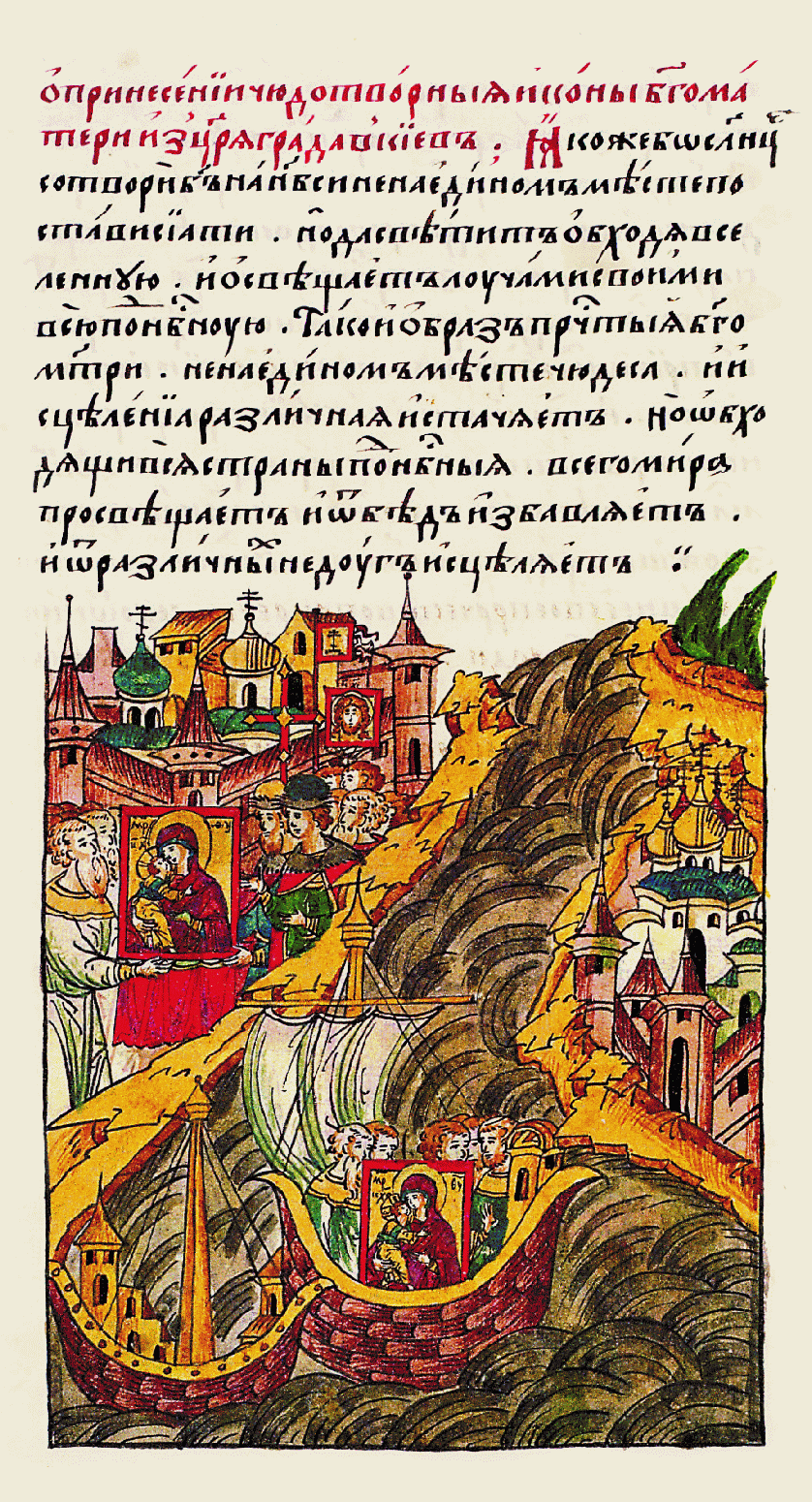
Перенесение Владимирской иконы из Царьграда в Киев (около 1130 года)
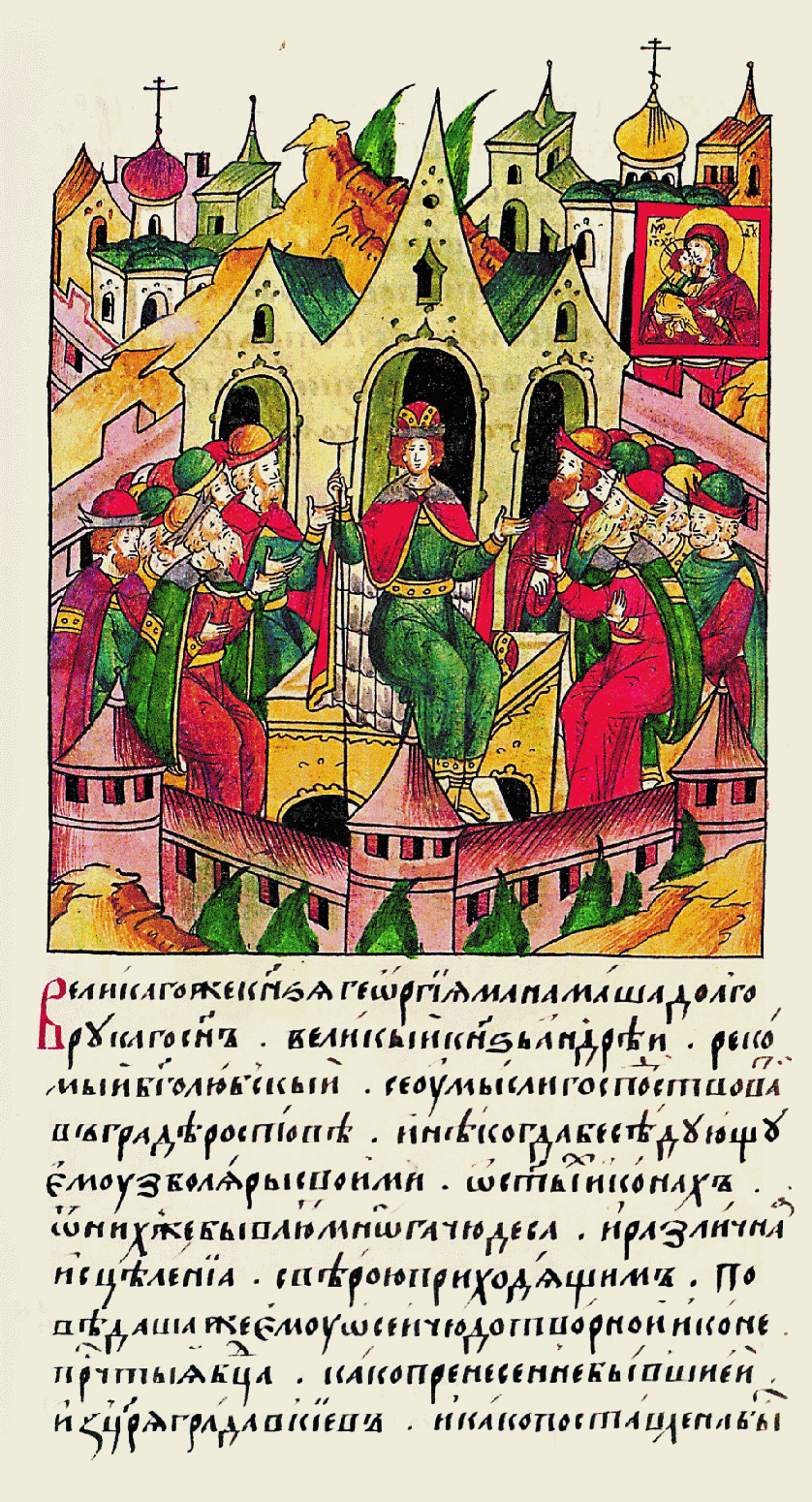
Андрей Боголюбский и Владимирская икона
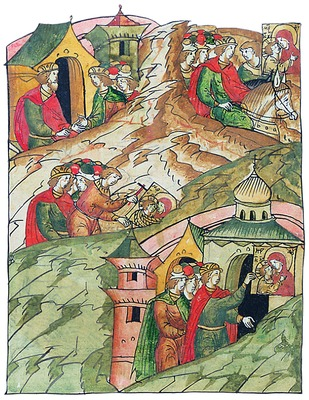
Андрей Боголюбский увозит Владимирскую икону из Вышгорода во Владимир-на-Клязьме (1155 год)
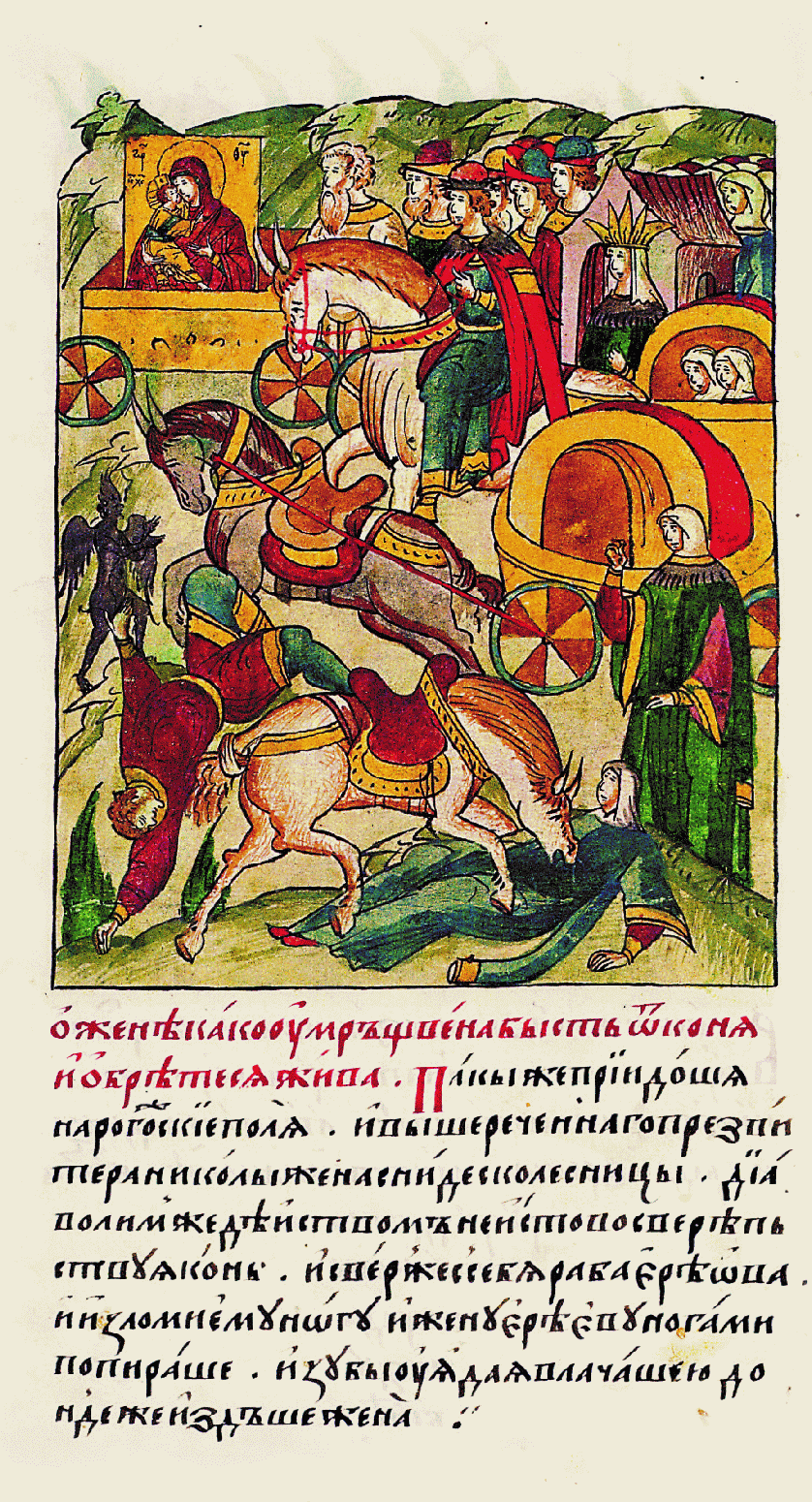
Чудо Владимирской иконы о воскрешении убитой конём жены священника Николы во время переезда Андрея Боголюбского во Владимир
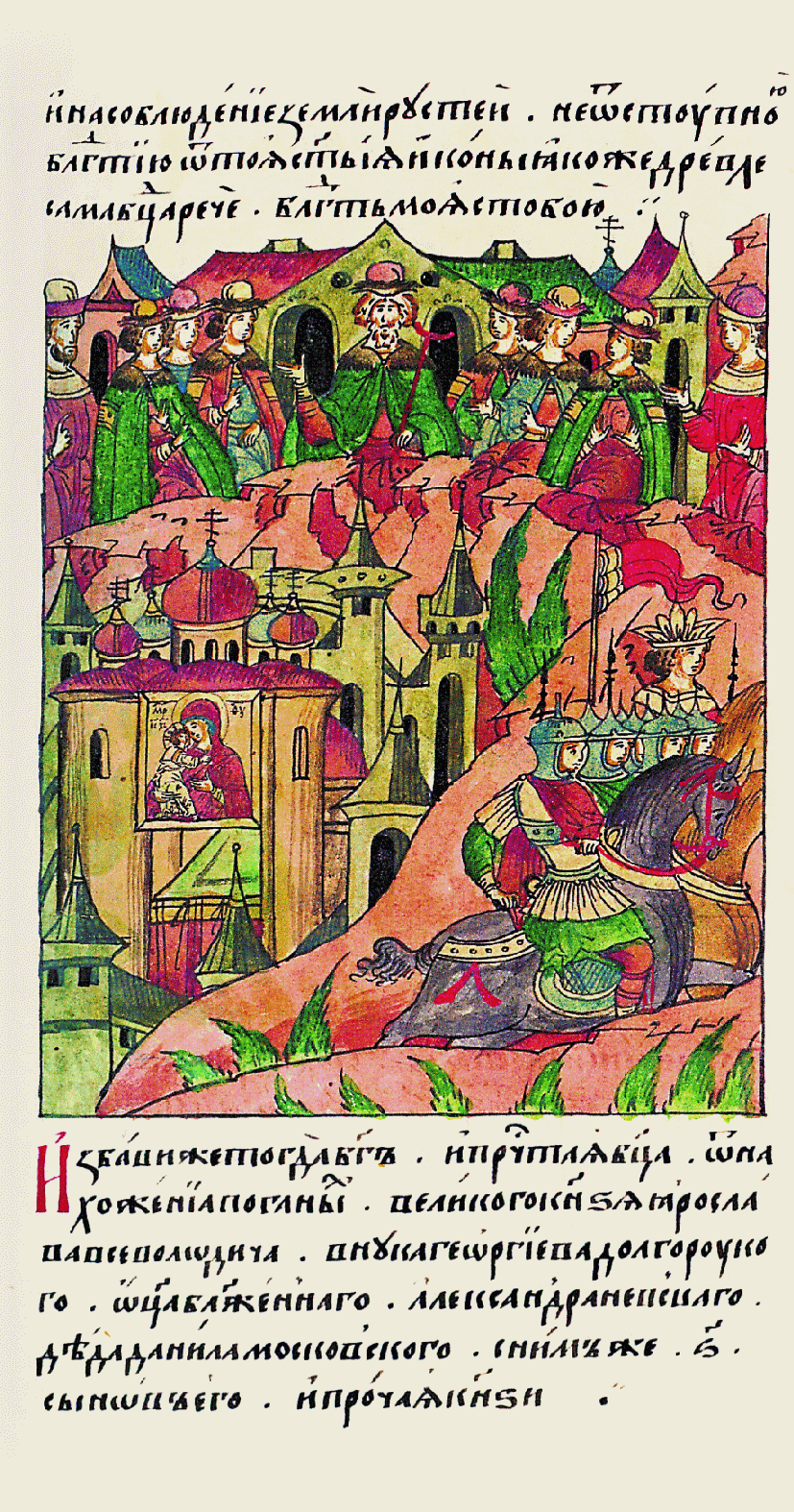
Чудо избавления Ярослава Всеволодовича и других князей от нашествия «нечестивых»
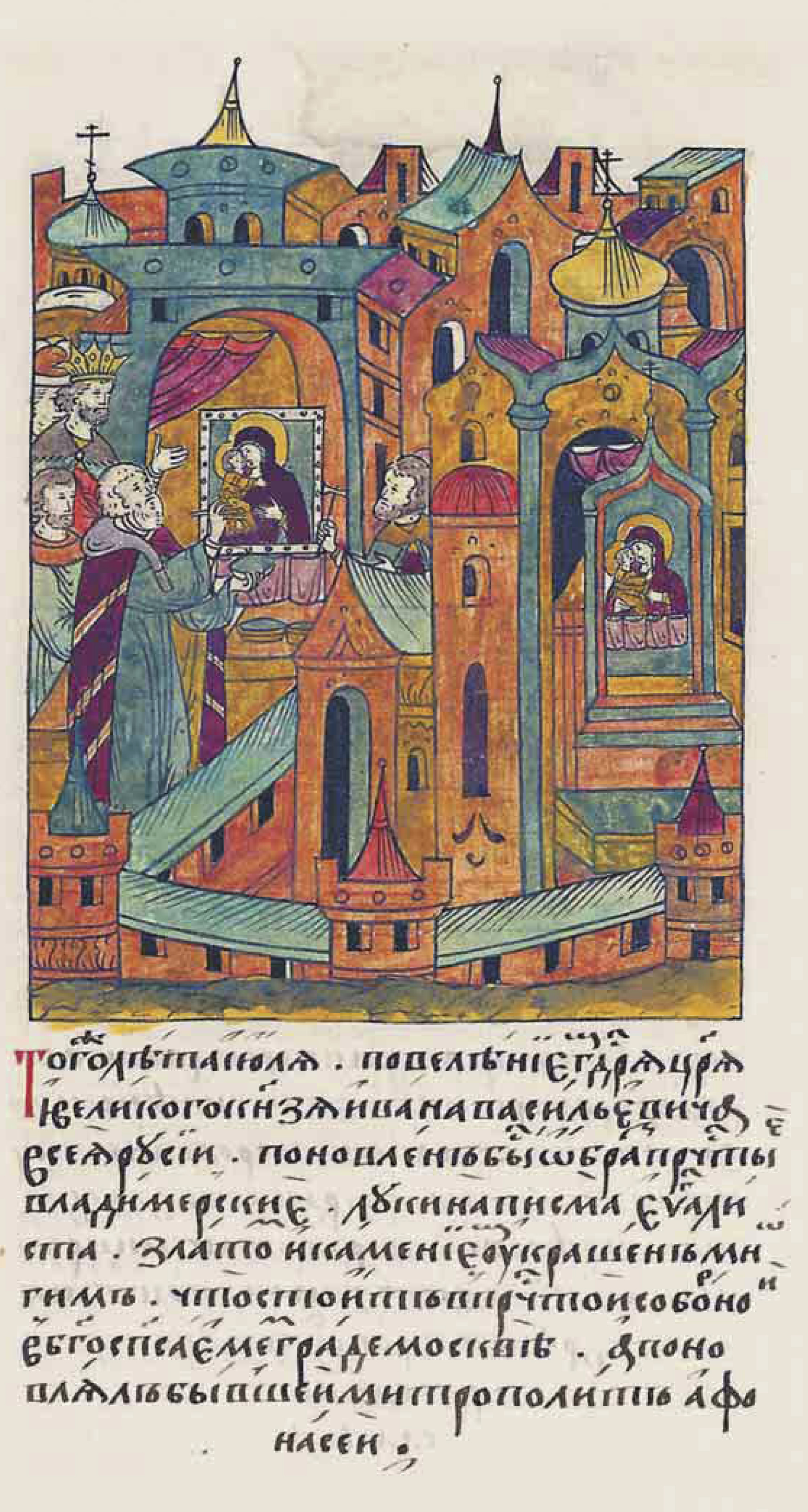
Поновление иконы бывшим митрополитом Афанасием (1567 год)

## Издания
- Никоновская летопись // Полное собрание русских летописей. — М., 1965. — Т. 11. — Прил. С. 243—254;
- Степенная книга // Полное собрание русских летописей. — СПб., 1913. — Т. 21. — Ч. 2. — С. 424—440.